# Numen Mestre i Ferrando
Numen Mestre i Ferrando (Pratdip, Baix Camp, 1923 - Camp de la Bota, 17 de febrer de 1949) fou un militant del Partit Socialista Unificat de Catalunya (PSUC), fill de Miquel Mestre Avinyó i Virtuts Ferrando.
Pel novembre de 1935 va ingressar a les JSUC de Torredembarra, i el 1936 s'establí a Cornellà de Llobregat amb els seus pares, on arribà a ser secretari de les JSUC i el seu representant al comitè local del Front Popular. El 1937 ingressà al PSUC i l'estiu de 1938, amb només quinze anys, marxà voluntari a la batalla de l'Ebre, on arribà a ser comissari de guerra de la 84a Brigada Mixta.
En acabar la guerra civil espanyola marxà a França, on va lluitar al costat de la Resistència Francesa contra els nazis i assolí el grau de tinent de les Forces Franceses de l'Interior. L'estiu de 1944 va formar part de l'intent d'Invasió de la Vall d'Aran. El setembre de 1945 travessà els Pirineus i s'integrà en l'Agrupació Guerrillera de Catalunya del PSUC.
Fou detingut l'abril de 1947 i acusat de participar el 29 de novembre de 1946 de posar bombes a les seus dels diaris Solidaridad Nacional (òrgan de FET-JONS) i La Prensa, que provocà un mort i tres ferits.
Fou jutjat en consell de guerra a Barcelona el 13 i 14 d'octubre de 1948 i condemnat a mort juntament amb Santos Gomez Nebot, Carlos Martinez, Esteve Arias Gazquez i Bernat Cregut Beltran. Fou afusellat al Camp de la Bota de Barcelona el 17 de febrer de 1949 amb els també militants del PSUC Joaquim Puig i Pidemunt, Angel Carrero Sancho i Pere Valverde Fuentes. Els altres condemnats amb ell els fou commutada la pena per 30 anys de presó.
Té una plaça dedicada a Barcelona.